# Malalai de Maiwand
Malalai de Maiwand (pachto : نورزی د معيړند ملالۍ), aussi connue sous le nom de Malala (نورزئی ملاله) ou Malalai Anaa (نورزی ملالۍ انا), signifiant « Malalai Noorzai la grand-mère », est une héroïne populaire nationale d'Afghanistan qui rallia l'armée pachtoune contre les troupes britanniques en 1880 lors de la bataille de Maiwand. C'est une jeune femme pashtoune qui a combattu avec Ayub Khan et qui est responsable de la victoire afghane lors de cette bataille le 27 juillet 1880, dans le cadre de la seconde guerre anglo-afghane. Elle est aussi surnommée la « Jeanne d'Arc afghane. » Plusieurs écoles, hôpitaux ou autres institutions sont nommés en son honneur en Afghanistan. Son histoire est mentionnée dans tous les livres scolaires afghans.

## Biographie
Malalai naît en 1861 dans le petit village de Khig à environ 5 km au sud-ouest de Maiwand dans le Sud de la province de Kandahar en Afghanistan. À la fin des années 1880, pour la seconde fois, l'Afghanistan est occupé par le Raj britannique qui essaye de coloniser et annexer le pays dans ce qui était les Indes britanniques. La principale garnison britannique était installée à Kandahar. L'armée afghane était commandée par Ayub Khan, fils de l'émir afghan Sher Ali Khan. Le père de Malalai, qui était berger, et son fiancé rejoignent l’armée d'Ayub Khan lors de la grande offensive contre les forces anglo-indiennes en juillet 1880. Comme beaucoup d’Afghanes, Malalai était présente pour soigner et approvisionner en eau et en armes. Selon les sources locales, ce jour devait également être celui de son mariage.

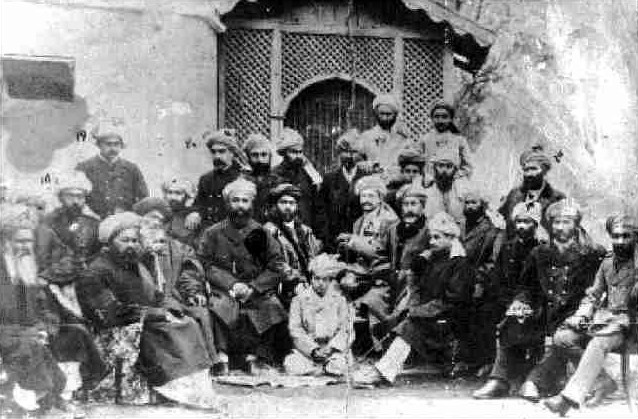
Commandants afghans le 2 septembre 1880, environ un mois après leur victoire lors de la Bataille de Maiwand.

Alors que l'armée afghane perdait le moral malgré leurs forces supérieures en nombre, Malalai brandit le drapeau afghan et cria : 

« Jeunes aimés ! Si vous ne tombez pas lors de la bataille de Maiwand. Par Allah, on se souviendra de vous comme symbole de la honte! »

Cela inspira les combattants afghans qui redoublèrent d'efforts. Quand un porte-drapeau fut tué en première ligne, Malalai alla le remplacer pour porter le drapeau, (certaines versions avancent qu'elle utilisa son voile comme drapeau), chantant un landai : 

« Avec une goutte de sang de ma bien-aimée,
Versée pour la défense de la Patrie,
Vais-je mettre un grain de beauté sur mon front,
De façon à faire honte à la rose dans le jardin ! »

Mais Malalai est elle-même touchée et tuée. Cependant ses paroles ont conduit ses compatriotes à la victoire. Après la bataille, Malalai est honorée pour ses actes et enterrée dans son village natal de Khig où sa tombe est toujours présente. Elle avait entre 17 et 19 ans à sa mort. Le poète Pashtun Ajmal Khattak (en) a écrit les lignes suivantes sur Malalai :

« Ma Malalai est vivante, et ils louent la beauté des autres.

Bien qu'ils aient des yeux, ils sont aveugles. »

## Patrimoine
Le lycée pour filles des lycées français de Kaboul porte le nom de lycée Malalaï.